# Ochetellus sororis
Ochetellus sororis é uma espécie de formiga do gênero Ochetellus.